# Netelia grandis
Netelia grandis là một loài tò vò trong họ Ichneumonidae.